# Luitpold Dussler
Luitpold Dussler (nascido em 16 de julho de 1895 em Munique - falecido em 18 de dezembro de 1976 em Munique) foi um historiador de arte alemão.

## Vida
Dussler estudou história da arte na Universidade de Munique, onde se doutorou em 1923 com Heinrich Wölfflin com uma tese sobre Benedetto da Maiano. Durante a Primeira Guerra Mundial, ele serviu como soldado e depois trabalhou nos Museus e Coleções do Estado na Baviera.
Uma bolsa de estudos do Instituto de História da Arte de Florença (Kunsthistorisches Institut) levou Dussler para a Itália na década de 1920. Em 1929 ele se habilitou no Universidade Técnica de Munique. Cinco anos depois, foi nomeado professor associado lá. Em 1º de outubro de 1939, Dussler solicitou a admissão no NSDAP e foi admitido em 1º de abril de 1940 (número de membro 7 571 970).
Em 1930/31, Dussler participou com outros historiadores da arte em acusações contra o historiador da arte August Liebmann Mayer, que foi forçado a deixar o cargo. Dussler nunca foi responsabilizado por sua denúncia. Seu feito foi mantido em segredo por aqueles que conheciam a história da arte quando foi nomeado professor titular da Universidade Técnica de Munique em 1947. Em 1965 ele se aposentou.
Em sua obra, Dussler tratou do Renascimento na Itália. Suas obras mais conhecidas incluem um catálogo crítico fundamentado de Rafael e uma bibliografia de Michelangelo.

## Publicações (seleção)
- Michelangelo-Bibliographie 1927–1970. Harrassowitz, Wiesbaden 1974
- Raffael. Bruckmann, Munique 1966
- Die Zeichnungen des Michelangelo. Gebr. Mann, Berlim 1959
- Michelangelo, Groschlattengrün/Opf. 1952
- Das sienesische Madonnenbild, Aschaffenburg 1948
- Francesco Guardi, Munique 1948
- Sebastiano del Piombo, Basel 1942
- Italienische Meisterzeichnungen, Frankfurt 1938
- Giovanni Bellini. Prestel, Frankfurt a. M. 1935; republicado por Schrol, Wien 1949
- Luca Signorelli, Des Meisters Gemälde, Stuttgart 1927
- Die Incunabeln der deutschen Lithographie, Berlim 1925
- Benedetto da Majano. Ein Florentiner Bildhauer des späten Quattrocento. Schmidt, Munique 1924

## Literatura
- Josef A. Schmoll gen. Eisenwerth, Marcell Restle, Herbert Weiermann (Hrsg.): Festschrift Luitpold Dussler, Deutscher Kunstverlag, München, Berlin 1972.
- Josef A. Schmoll gen. Eisenwerth: Luitpold Dussler †. In: Kunstchronik 30, 1977, S. 497–499.